# Pan Jianwei
Pan Jianwei (en chinois 潘建伟, en pinyin Pān Jiànwěi), né le 3 mars 1970, est un physicien en mécanique quantique chinois. Il est professeur à l'Académie chinoise des sciences, à l'Académie mondiale des sciences et vice-président exécutif de l'université de sciences et technologie de Chine.
Pan Jianwei fait partie des 10 scientifiques de l'année de Nature en 2017 pour ses travaux dans le domaine de l'intrication quantique. Il a par ailleurs fait partie de la liste des 100 personnes les plus influentes au monde du magazine Time en 2018.

## Scolarité
Pan Jianwei est né en 1970 à Dongyang, dans le Zhejiang, en république populaire de Chine. 
Il entre à l'université de sciences et technologie de Chine en 1987 pour y effectuer licence et maîtrise.
Puis il obtient un doctorat à l'université de Vienne en Autriche, où il rencontre le groupe d'Anton Zeilinger avec qui il travaille.

## Travaux

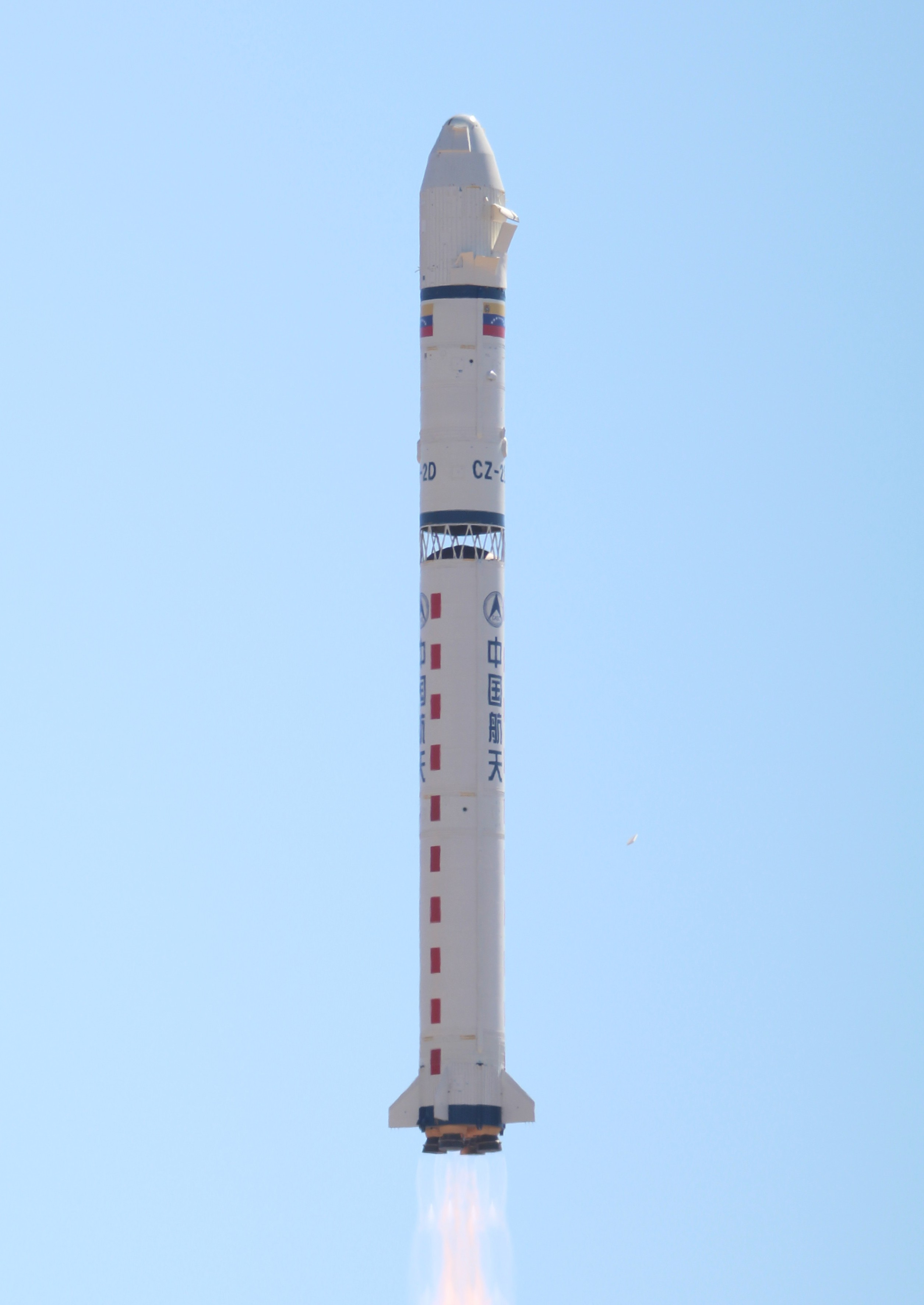
La fusée Longue Marche 2D a permis de lancer le satellite qui a réalisé la première intrication quantique spatiale

L'équipe du professeur Pan a réalisé l'intrication de cinq photons en 2004.

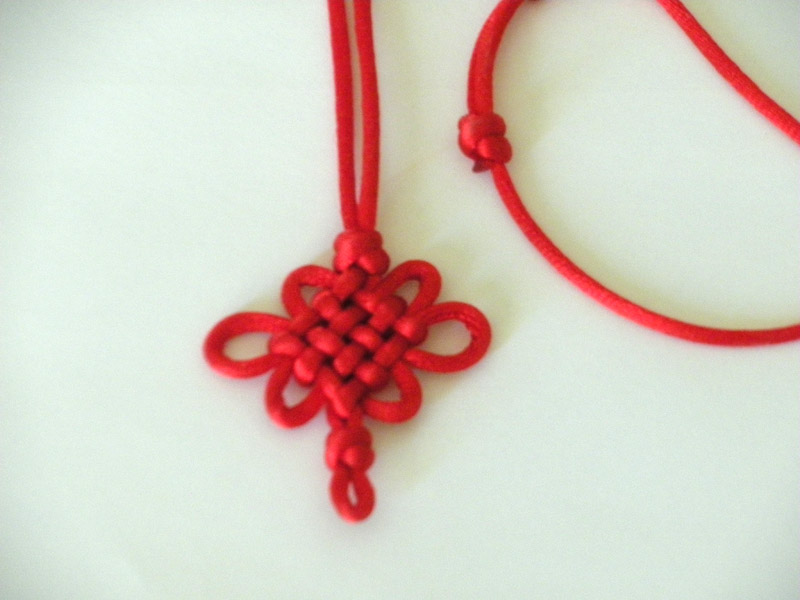
Un nœud chinois tel que celui-ci est représenté sur le premier bitmap monochrome transféré par téléportation quantique.

Sous sa direction, Mozi, le premier satellite quantique au monde, a été lancé avec succès en août 2016 dans le cadre des expériences quantiques à l'échelle spatiale (QUESS),.
En juin 2017, l'équipe du professeur Pan a utilisé ce satellite quantique pour réaliser une intrication avec les longueurs totales entre le satellite et le sol, c'est-à-dire entre 1 600 et 2 400 km et une distribution quantique de clé sur 1 200 km entre les stations d'émission et de réception (c'est-à-dire entre Pékin et Urumqi, la capitale de la région du Xinjiang distante de près de 2.500 km ).
La même année, le professeur Pan fait partie de l'équipe de Yuan Cao qui a transféré une image bitmap (constituée d’un tableau, une grille où chaque case possède une teinte qui lui est propre) en noir et blanc d’un endroit à l’autre sans envoyer de particules physiques. Il participe ainsi à la première communication quantique contrefactuelle,,.
Pan Jianwei a également conçu en collaboration avec l'université de sciences et technologie de Chine le réseau de distribution de clés quantiques (QKD) le plus étendu au monde (il s'étend sur 4600 km). Celui-ci relie quatre réseaux métropolitains quantiques (QMAN) dans des villes de l'est de la Chine avec un site éloigné à l'extrême ouest du pays. Le système comprend une liaison par fibre optique de 2000 km entre les villes de Shanghai, Hefei, Jinan et Pékin et une liaison satellite de 2600 km entre deux observatoires - l'un à l'est de Pékin et l'autre à quelques centaines de kilomètres de la frontière entre le Kazakhstan et la république populaire de Chine. Ce réseau est opérationnel depuis début janvier 2021.

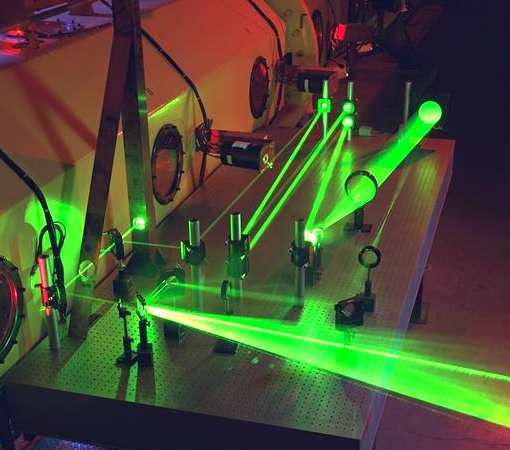
Exemple de disposition d'un cryptosystème quantique.

Ce réseau utilise les principes de la mécanique quantique pour permettre à deux personnes de partager une clé de cryptographie secrète. Une caractéristique cruciale est que les deux correspondants peuvent savoir si un espion a intercepté la clé pendant qu'elle est partagée. Une fois que la confidentialité de la clé est établie, elle peut être utilisée pour échanger des messages cryptés en utilisant un réseau de télécommunications conventionnel.
L'architecture du réseau comprend cinq couches différentes : 
- une couche physique quantique;
- une couche logique quantique;
- une couche physique classique;
- une couche logique classique;
- une couche d'application.

Ce réseau quantique dessert environ 150 utilisateurs et comprend plus de 700 liaisons par fibre optique et deux liaisons en espace libre satellite-sol à haut débit, toutes prenant en charge la transmission QKD. Les liaisons fibre sont prises en charge par 32 «nœuds relais de confiance» capables de transmettre des informations quantiques. La partie satellite du réseau utilise QUESS, dont Pan Jianwei est le principal concepteur.

## Prix
En 2018 il est co-lauréat du prix Newcomb-Cleveland décerné par l'Association américaine pour l'avancement des sciences.

## Éponymie
L'astéroïde (470341) Panjianwei est nommé en son honneur.